# Vetenskapsåret 1966

## Händelser

### Astronomiochrymdfart
- 31 januari - Den nionde Lunasonden landar på Månen [1].
- 1 mars - Den sovjetiska rymdsonden Venera 3 kraschlandade på Venus.
- 24 september - Esrange, den första permanenta basen på svensk mark för civila forskningsraketer, invigs vid Vittangi älv norr om Kiruna.
- 19 december - 13 man omkommer då ett grekiskt fartyg i svår snöstorm går på grund och bryts itu utanför Holmsund vid inloppet till Umeå.
- Okänt datum - Cirka 1 000 meteorer per sekund rör sig mot Jorden, och vissa åskådare beskriver det hela som ett snöfall [1].

### Biologi
- Okänt datum - De första levande exemplaren av en Mountain Pygmy Possum (Burramys parvus), Australiens enda riktiga idesovande pungdjur, tidigare endast känd från fossiler, upptäcks.[2]

### Matematik
- Okänt datum - Chen Jingrun publicerar Chen's sats.[3]

### Medicin

#### Mars
- 22 mars - Med hjälp av hjärt-lungmaskinen vid Lunds lasarett räddas en 60-årig man till livet sedan han påträffats djupt medvetslös och nedkyld till 21,7 grader.
- Okänt datum - Under eller runt detta år, återvänder en person till Haiti från Kongo, som antas först ha tagit HIV till Amerika.[4]

### Teknik
- Okänt datum - Kalifornien i USA blir först i världen med att kräva avgasrening på bilar från och med denna årsmodell.

## Pristagare
- Copleymedaljen: Lawrence Bragg
- Darwinmedaljen: Harold Munro Fox
- Fieldsmedaljen: Michael Francis Atiyah, Paul Joseph Cohen, Alexander Grothendieck och Stephen Smale
- Nobelpriset:[5]
  - Fysik: Alfred Kastler
  - Kemi: Robert Mulliken
  - Fysiologi/medicin: Peyton Rous, Charles B. Huggins
- Turingpriset: Alan Perlis
- Wollastonmedaljen: Francis Edward Shepard [6]

## Födda
- 3 mars – Patrik Norqvist, svensk fysiker.

## Avlidna
- 2 december – Luitzen Egbertus Jan Brouwer, 85, nederländsk matematiker.

### Fotnoter
1. 1 2  Så funkar rymden, Stuart Atkinson, 1990
2. ↑  Turner, Vivienne and McKay, G. M. (1989). ”27. Burramyidae”. Fauna of Australia, Volume 1B: Mammalia. Canberra: Australian Government Publishing Service. ISBN 0-644-06056-5
3. ↑  Crilly, Tony (2007). 50 Mathematical Ideas you really need to know. London: Quercus. sid. 37. ISBN 978-1-84724-008-8
4. ↑  ”Solved: the mystery of how AIDS left Africa”. New Scientist:  s. 20. 3 november 2007.
5. ↑  ”Nobelpriset”. http://nobelprize.org/nobel_prizes/lists/all/index.html. Läst 10 april 2011.
6. ↑  ”Geological Society”. Arkiverad från originalet den 5 juni 2011. https://web.archive.org/web/20110605102217/http://www.geolsoc.org.uk/gsl/society/history/page750.html. Läst 14 april 2011.